# 山形県庁舎
山形県庁舎（やまがたけんちょうしゃ）は日本の東北地方にある山形県の政治を司る県庁の入る庁舎である。所在地は山形県山形市松波。　

## 沿革
- 1870年 - 酒田県を廃止し山形県（第一次）を設置。
- 1871年 - 廃藩置県により米沢県、上山県、天童県、新庄県、大泉県、松嶺県を設置。同年、諸県を統合し、置賜県、山形県、酒田県（第二次）を設置。
- 1875年 - 酒田県が鶴岡県と改称。
- 1876年 - 置賜県、山形県、鶴岡県を統合して山形県（第二次）が成立し、現在の山形県域となる。初代県令に三島通庸が就任。
- 1887年 - 県庁舎竣工。三島県令の意向により、大通りの正面に県庁舎を置き、周囲に学校、警察署などを配して官庁街とした[1]。
- 1911年 - 山形市の北部大火により県庁舎が焼失。
- 1916年 - 県庁舎、県会議事堂が完成（現:文翔館）。
- 1947年 - 昭和天皇の行幸（昭和天皇の戦後巡幸）[2]。天皇が県庁バルコニーより市民の奉迎に応える[3]。
- 1975年 - 現在地に新県庁舎が完成[4]（設計：山下設計）。
- 1995年 - 旧県庁舎を県郷土館「文翔館」として開館。

## 本庁舎
- 所在：山形市松波2-8
- 竣工：1975年
- 構造：地下2階、地上16階建